# Odvjetnička komora
Odvjetnička komora je profesionalno udruženje odvjetnika. U mnogim državama Ministarstvo pravosuđa detaljno zakonom uređuje primitak i položaj odvjetnika u odvjetničkoj komori. Odvjetnici u Hrvatskoj moraju po zakonu biti članovi Hrvatske odvjetničke komore, a ujedno su i članovi odvjetničkog zbora mjesta u kojem obavljaju odvjetničku djelatnost. U drugim državama pravo propisivanja uvjeta za primitak u odvjetničku komoru imaju same odvjetničke komore. Primjer takvog uređenja je Ujedinjeno Kraljevstvo i Inns of Court.